# جورج ايرل تشامبرلين
جورج ايرل تشامبرلين (بالإنجليزية: George Earle Chamberlain) (و. 1854 – 1928 م) هو سياسي، ومحام من الولايات المتحدة الأمريكية ولد في ناتشيز، مسيسيبي.
تولى منصب عضو مجلس الشيوخ الأمريكي .وهو عضو في الحزب الديمقراطي الأمريكي .